# Reuzenmuntjak
De reuzenmuntjak (Muntiacus vuquangensis)  is een zoogdier uit de familie van de hertachtigen (Cervidae). De soort werd beschreven in 1994.
Eind twintigste eeuw werden in Indochina verschillende nieuwe muntjaksoorten beschreven. De opvallendste hiervan was de reuzenmuntjak. De soort is ongeveer anderhalf keer zo groot als de verwante Indische muntjak en weegt 30 tot 50 kg. Latere studies toonden aan dat het verspreidingsgebied van de reuzenmuntjak de regenwouden van de provincie Vu Quang in Vietnam, centrale delen van Laos en het oosten van Cambodja omvat. 